# 南漳県
南漳県（なんしょう-けん）は中華人民共和国湖北省襄陽市に位置する県。

## 行政区画
- 鎮:城関鎮、武安鎮、九集鎮、李廟鎮、長坪鎮、薛坪鎮、板橋鎮、巡検鎮、東鞏鎮、肖堰鎮
- 清河管理区